# Ordoño I
Ordoño I (830 - Oviedo, 27 mei 866), was de zoon van koning Ramiro I van Asturië en zijn eerste echtgenote.
Bij de dood van zijn vader was hij de eerste die kon gebruikmaken van het door zijn vader ingestelde erfrecht en werd zo de nieuwe koning van Asturië tussen 850 en 866.
In 859 versloeg hij Musa ibn Musa in een gevecht bij Albelda. Hij wordt gezien als de herinrichter van de steden León, Astorga, Tuy en Amaya.
Hij was gehuwd met Munia, en was de vader van:
- Alfons III van Asturië, zijn opvolger
- Vermudo
- Fruela
- Munio
- Odoarioa
- Leodegundis, gehuwd met Garcia I van Pamplona.

## Voorouders
| Voorouders van Ordoño I van Asturië (830-866) | Voorouders van Ordoño I van Asturië (830-866) | Voorouders van Ordoño I van Asturië (830-866) | Voorouders van Ordoño I van Asturië (830-866) | Voorouders van Ordoño I van Asturië (830-866) | Voorouders van Ordoño I van Asturië (830-866) | Voorouders van Ordoño I van Asturië (830-866) | Voorouders van Ordoño I van Asturië (830-866) | Voorouders van Ordoño I van Asturië (830-866) |
| --------------------------------------------- | --------------------------------------------- | --------------------------------------------- | --------------------------------------------- | --------------------------------------------- | --------------------------------------------- | --------------------------------------------- | --------------------------------------------- | --------------------------------------------- |
| Overgrootouders                               | Fruela van Cantabrië (-765) ∞ ? (-)           | Fruela van Cantabrië (-765) ∞ ? (-)           | ? (-) ∞ ? (-)                                 | ? (-) ∞ ? (-)                                 | ? (-) ∞ ? (-)                                 | ? (-) ∞ ? (-)                                 | ? (-) ∞ ? (-)                                 | ? (-) ∞ ? (-)                                 |
| Grootouders                                   | Bermudo I van Asturië (-797) ∞ Usenda (-)     | Bermudo I van Asturië (-797) ∞ Usenda (-)     | Bermudo I van Asturië (-797) ∞ Usenda (-)     | Bermudo I van Asturië (-797) ∞ Usenda (-)     | ? (-) ∞ ? (-)                                 | ? (-) ∞ ? (-)                                 | ? (-) ∞ ? (-)                                 | ? (-) ∞ ? (-)                                 |
| Ouders                                        | Ramiro I van Asturië (790-850) ∞ Urraca (-)   | Ramiro I van Asturië (790-850) ∞ Urraca (-)   | Ramiro I van Asturië (790-850) ∞ Urraca (-)   | Ramiro I van Asturië (790-850) ∞ Urraca (-)   | Ramiro I van Asturië (790-850) ∞ Urraca (-)   | Ramiro I van Asturië (790-850) ∞ Urraca (-)   | Ramiro I van Asturië (790-850) ∞ Urraca (-)   | Ramiro I van Asturië (790-850) ∞ Urraca (-)   |